# 건조덤불쥐
건조덤불쥐(Grammomys aridulus)는 쥐과에 속하는 설치류의 일종이다. 수단에서만 발견된다. 자연 서식지는 아열대 또는 열대 기후 지역의 건조 관목 지대이다.